# Lisa Venrath
Lisa Venrath (* 30. August 2000 in Jülich) ist eine deutsche Fußballspielerin, die seit dem Jahr 2020 als Torhüterin für Arminia Bielefeld und seit dem Jahr 2021 an der Arminia Fußballschule als Torwarttrainerin aktiv ist.

## Karriere

### Spielerin
Venrath begann in Linnich im Kreis Düren bei der dort ansässigen SG Körrenzig/Gevenich mit dem Fußballspielen. Im weiteren Verlauf gehörte sie den Jugendmannschaften von Alemannia Aachen und der SGS Essen an. Zuletzt, von 2015 bis 2017, spielte sie für die B-Jugendmannschaft des SC 13 Bad Neuenahr. In der Staffel West/Südwest der B-Juniorinnen-Bundesliga bestritt sie mit jeweils 18 Punktspielen alle Saisonspiele als Torhüterin.
Im Seniorinnenbereich gehörte sie in der Hinrunde der Saison 2017/18 dem 1. FFC Turbine Potsdam II in der Gruppe Nord der seinerzeit zweigleisigen 2. Bundesliga an, blieb jedoch ohne Pflichtspieleinsatz.
Von Januar 2018 bis zum Saisonende 2018/19 gehörte sie Borussia Mönchengladbach an, für deren zweite Mannschaft sie zunächst zwei Punktspiele in der drittklassigen Regionalliga West bestritt. Ihr Debüt im Seniorinnenbereich gab sie am 4. März 2018 (17. Spieltag) bei der 0:5-Niederlage im Auswärtsspiel gegen die SpVg Berghofen über 90 Minuten. Nach ihrem zweiten Punktspiel am 8. April 2018 (21. Spieltag) beim 2:1-Sieg im Heimspiel gegen den SC Fortuna Köln debütierte sie für die erste Mannschaft in der 2. Bundesliga Nord, die zum Saisonausklang am 13. Mai 2018 beim BV Cloppenburg 0:0 unentschieden spielte. In der Folgesaison bestritt sie vier weitere Punktspiele für die zweite und 14 für die erste Mannschaft.
Danach begab sie sich in die Vereinigten Staaten um sich einem Studium an der University of Northwestern Ohio in Lima im Bundesstaat Ohio zuzuwenden. Während ihres einjährigen Aufenthaltes kam sie für das zweite Sport-Team, die Racers, in 21 Meisterschaftsspielen in der Wolverine-Hoosier Athletic Conference (WHAC) innerhalb des US-amerikanischen Sportverbandes für Hochschulsport NAIA zum Einsatz.
Nach ihrer Rückkehr nach Deutschland fand sie in Arminia Bielefeld ihren neuen Verein. In der Saison 2020/21 bestritt sie 15 Punktspiele in der Staffel Nord der 2. Bundesliga. Mit zwei Niederlagen in der Relegation gegen die TSG 1899 Hoffenheim II stieg sie mit ihrer Mannschaft in die drittklassige Regionalliga West ab.

### Trainerin
Als Torwarttrainerin war sie zunächst an einer Torwartschule tätig und im weiteren Verlauf übte sie die Funktion an der Fußballschule ihres Vereins Arminia Bielefeld aus.
Seit der Saison 2023/24 ist sie nebenbei auch als Torwarttrainerin für die in der Kreisliga B 3 Paderborn spielende Männermannschaft des VfB Salzkotten aktiv.